# Азербайджанская государственная морская академия
Азербайджанская государственная морская академия (АГМА; азерб. Azərbaycan Dövlət Dəniz Akademiyası) — высшее учебное заведение в Баку (Азербайджан).
Обучение на степень бакалавра длится 4 академических года, для заочного отделения — 5 лет. Обучение на степень магистра составляет 2 года, для заочного отделения — 2,5 года.
На 7 кафедрах университета преподают 142 преподавателя. Из них 38 кандидатов наук, 8 докторов наук.

## История
Морское образование в Азербайджане ведет своё начало с ноября 1881 года. В документальных материалах Центрального государственного исторического архива Азербайджанской Республики имеется донесение Бакинского городского головы начальнику Главного управления Кавказского наместничества об открытии 21 ноября 1881 года в Баку Мореходных классов.
Основной контингент Бакинских мореходных классов состоял из моряков-практиков. Учебный год длился с 1 ноября до 1 апреля (период закрытия навигации на Астрахань, когда основной паровой флот и часть парусного флота стояли на зимовке в Бакинском порту). Ежегодный выпуск мореходных классов не превышал 25-30 человек на звание штурмана и 15-18 человек на звание шкипера. В 1896 году при мореходных классах были открыты курсы пароходной механики (впоследствии — школа судовых механиков).
1 июля 1902 года Бакинские мореходные классы были преобразованы в Бакинское училище дальнего плавания с 3-х годичным обучением. Одновременно при училище была организована подготовительная мореходная школа.

### В период Азербайджанской ССР
С 1 октября 1921 года при Бакинском техникуме водного транспорта было организовано вечернее отделение и был открыт рабочий техникум водного транспорта с отрывом от производства. Согласно распоряжению Центрального управления морского транспорта Наркомата путей сообщения с 1 октября 1924 года Бакинский техникум водного транспорта был переименован в Техникум водных путей сообщения, перешедший в ведение отдела просвещения Каспийского пароходства. С 1925 года в техникуме был открыт азербайджанский сектор. В марте 1930 года правительство приняло решение о реорганизации всех индустриальных техникумов по отраслевому принципу и с 1 сентября 1930 года Бакинский техникум водных путей сообщения был реорганизован в Бакинский морской техникум, а в марте 1944 года - в Бакинское мореходное училище.

### С периода восстановления независимости
15 июля 1996 года на базе Бакинского мореходного училища постановлением Кабинета Министров АР № 91 была создана Азербайджанская государственная морская академия.
В 2000 году академия включена под номером 012 в каталог Морских учебных заведений Международной морской организации.
На 10-ти кафедрах Академии работают 98 преподавателей, в том числе: 4 профессора — доктора наук, 37 доцентов - кандидатов наук, 24 старших преподавателя и 31 ассистент, 2 преподавателя.
Функционируют 4 научно-исследовательские лаборатории.
Учебный процесс Академии построен на основании законодательства АР и рекомендаций Международной морской организации.
В настоящее время в академии обучаются около 600 студентов, которые помимо учебы принимают активное участие в научно-исследовательских работах, проводимых кафедрами в соответствующих лабораториях.
Функционируют научно - техническая библиотека, насчитывающая свыше 90 тысяч книг на русском, азербайджанском и английском языках, компьютерный центр, поликлиника.
Срок обучения на степень бакалавра — 4 года (для иностранных граждан срок обучения продлен на 9 месяцев, отводимых на подготовительные курсы), на степень магистра — 2 года.
С мая 2000 года в Академии действует Центр подготовки и сертификации моряков, где моряки плавсостава проходят специализированные курсы повышения квалификации, организованные на основе модельных курсов Международной морской организации.
В состав Академии входит Отдел подготовки специалистов рядового состава (Морская школа).

## Факультеты
Факультеты:
- "Судовождение"
- "Судовая механика и электротехника"

Специальности факультетов:

### Факультет "Судовождение"
Степени бакалавра и магистратуры:
1. "Морская навигационная техника"
2. "Транспорт и организация управления транспортом"

### Факультет «Судовая механика»
Степень бакалавра:
1. "Судостроительная энергетическая эксплуатационная техника"
2. "Судостроение и судоремонтная техника"

Степень магистра:
1. "Морская техника и эксплуатация оборудования"
2. "Морское машиностроение и технология машиностроения"

### Факультет «Судовая Электротехника»
Степени бакалавра и магистратуры:
1. "Электротехника"
2. "Автоматизация процессов"

### Докторантура
Постановлением Кабинета Министров Азербайджанской Республики № 235 от 14 декабря 2010 года открыта докторская степень по следующим специальностям:
1. "Судоходство и водный транспорт"
2. "Морская Техника"
3. "Технология судостроения и судоремонта"

В прошлом году по этим специальностям было обучено 11 докторов наук и 3 диссертанта.

## Отдел по подготовке рядового отряда
С 2004 года открыт Департамент рядовых сотрудников. Департамент готовит специалистов по следующим специальностям в соответствии с требованиями Международной конвенции для морских предприятий Республики DHSN78, AII/ 4, AIII/ 4, AV/ 1:
- Специализированные матросы
- Специализированный инженер
- Электрик корабля
- Шеф-повар корабля
- Крановщик
- Докер – механик

Продолжительность обучения рядового персонала составляет 6 месяцев. 3 месяца проводятся теоретические занятия и 3 месяца на практические занятия.

## Ректоры
- Чингиз Алиев[азерб.] (24 июля 2015 — 7 января 2018)[3]
- Гейдар Асадов (3 апреля 2019 — 23 сентября 2024)[4][5]

## Международное сотрудничество
Азербайджанская государственная морская академия является членом следующих международных организаций:
- IAMU (Международная ассоциация морских университетов)
- Ассоциация государственных университетов прикаспийских стран
- Международный учебно-методический союз

Также академия сотрудничает с зарубежными университетами, осуществляет совместные двух-дипломные программы, участвует в научных конференциях.
ВУЗы с которыми сотрудничает АГМА:
- Государственный университет морского и речного флота имени адмирала С.О.Макарова (Россия)
- Астраханский государственный технический университет
- Государственный морской университет имени адмирала Ф.Ф.Ушакова (Новороссийск)
- Морской государственный университет имени адмирала Г.И.Невельского
- Морская академия в Щецине (Польша)
- Латвийская морская академия
- Эстонская морская академия
- Государственный университет Монтенегро (Черногория)[6]

АГМА является членом учебно-методического совета при Морской академии имени адмирала Макарова в Санкт-Петербурге.